# Minoxidil
El minoxidil és un medicament que s'utilitza per al tractament de la pressió arterial alta i la caiguda del cabell. És un antihipertensiu i un vasodilatador. Està disponible com a medicament genèric amb recepta en forma d'oral i tòpica (amb líquid o escuma).